# Trillium miyabeanum
Trillium miyabeanum är en nysrotsväxtart som beskrevs av Misao Tatewaki och J.Samej. Trillium miyabeanum ingår i släktet treblad, och familjen nysrotsväxter. Inga underarter finns listade.